# Damian Duffy
Damian Duffy är en amerikansk serieskapare och biblioteksvetare. Duffy har uppmärksammats för sina adaptioner av Octavia E. Butlers böcker till serieromaner, illustrerade av John Jennings.